# Vom Bäumlein, das andere Blätter hat gewollt (Film)
Vom Bäumlein, das andere Blätter hat gewollt ist ein deutscher Zeichentrick-Kurzfilm von Heinz Tischmeyer aus dem Jahr 1940. Der auf dem gleichnamigen Gedicht von Friedrich Rückert beruhende Film enthält antisemitische Passagen.

## Handlung
Ein Nadelbaum ist traurig, weil er keine Blätter, sondern nur spitze Nadeln trägt. Er wünscht sich goldene Blätter und schläft ein. Am nächsten Morgen trägt er goldene Blätter, strahlt und glänzt und ist glücklich. Auch die Vögel spiegeln sich erfreut in seinen Blättern. Ein Jude kommt durch den Wald, vertreibt die Vögel und pflückt sämtliche Blätter vom Baum ab, der nun kahl zurückbleibt.
Der Baum wünscht sich nun gläserne Blätter und erwacht am nächsten Morgen mit Blättern aus Glas. Diese gehen bald durch den Wind zu Bruch. Auch der nächste Wünsch – grüne Blätter – bringt dem Baum kein Glück, weil eine hungrige Ziege den ganzen Baum nun leerfrisst. Am Ende wünscht sich der Baum seine Nadeln zurück und lacht erfreut, als er wieder als Nadelbaum erwacht. In sein Lachen stimmen die umstehenden Bäume und sämtliche Tiere des Waldes ein.

## Produktion
Heinz Tischmeyer (* 1913) besaß ab 1936 ein eigenes Trickfilm-Atelier und animierte Vom Bäumlein, das andere Blätter hat gewollt im Auftrag der Schongerfilm. Als Hersteller des Films wird im Vorspann „Naturfilm Hubert Schonger“ genannt. Der siebenminütige Trickfilm hat Friedrich Rückerts Gedicht Vom Bäumlein, das andere Blätter hat gewollt zur Grundlage. Die im Film zu sehende Figur des schon im Originalgedicht enthaltenen Juden gleicht dabei einer „infame[n] Stürmer-Karikatur eines Juden“.
Im Jahr 2011 erschien der Film im Rahmen der Reihe Geschichte des deutschen Animationsfilms auf DVD.